# 문답법
문답법은 비판적 사고의 과정을 이끌어주는 방법의 하나이다. 소크라테스식 대화법(Socratic method) 또는 산파술이라고도 한다.

## 개요
소크라테스의 대화법은 흔히들 산파술이라고도 하며, 소크라테스의 저작들은 그의 제자인 플라톤에 의해서 쓰여졌다고 한다. 문답법의 주요소로는 비판적 질문과 적극적 경청을 꼽을 수 있다.
대화를 통해서 그 사람이 원래 알고 있던 지식을 상기해 내도록 하는 것이다. 여기에는 소극적 측면인 소크라테스적 반어(反語)와 적극적 측면으로서의 산파술을 생각할 수 있다. 전자는 대화의 상대자로부터 로고스(論說)를 끌어내어 무지(無知)의 자각, 아포리아에로 유도하는 소크라테스의 독특한 무지를 가장(假裝)하는 태도이고, 후자는 상대방이 제출한 논설이나 질문을 거듭함으로써 개념규정을 음미하고 당사자가 의식하지 못했던 새로운 사상을 낳게 하는 문답법이다. 소크라테스는 자기 스스로 이제 새로운 지혜를 낳을 수 있는 능력은 없으나 다른 사람들이 그것을 낳는 것을 도와 그 지혜의 진위(眞僞)는 식별할 수 있다고 하면서, 자기의 활동을 어머니의 직업인 산파에 비유, 산파술이라고 불렀다.

## 일화
```
소크라테스가 논변을 나누던중 트라시마코스라는 청년과 만나서 대화를 나눈다.
소크라테스: 자네는 정의가 무엇이라고 생각하는가?
트라시마코스: 강자의 이익이 정의입니다.
소크라테스: 강자도 물론 사람이겠지?
트라시마코스: 예, 그렇지요.
소크라테스: 그럼 강자도 실수를 하겠군
트라시마코스: 네
소크라테스: 그럼 강자의 잘못된 행동도 정의로운건가?
트라시마코스: .........(
플라톤
의 저서인 국가를 참조함)
```

이 대화가 오간 뒤 며칠 뒤 다시 만난 두 사람은
```
소크라테스: 자네 기분이 어떠한가?
트라시마코스: 우울합니다..
소크라테스: 우울하다는 것은 무엇인가?
트라시마코스: 침울하다는 것입니다.
소크라테스: 침울하다는 것은 무엇인가?
트라시마코스: 기분이 더럽단 것입니다.
소크라테스: 기분이 더럽다? 그것은 무엇인가?
트라시마코스: 모르겠습니다.
소크라테스: 그래. 자넨 그래도 낫네. 자네가 모른다는 것을 알고 있지 않은가?
```

이런 식으로 소크라테스는 대화를 통해 그리고 문답을 통해 스스로 자신이 무엇을 알고 모르는지를 알려주었다.

## 장점
- 소크라테스식 대화법은 비판적 사고의 과정을 자극하고 리드해 가는 핵심적인 방법 중 하나라고 할 수 있다.

첫째로 소크라테스식 대화법은 학생들의 사고를 외현적으로 드러내 보인다.
그리하여 스스로의 사고를 보다 더 의식하고, 정교화하고, 발전시키며 그리고 평가해 가도록 가이드 하는데 목적이 있다.
그래서 소크라테스식 대화법을 '산파적 대화법'이라 부르기도 한다. 즉, 교사는 산파이고 학생은 임부인 셈이다.
애기는 임부가 가지고 있으며 애기는 그녀가 자기 힘으로 성장시켜야 할 대상이다.산파가 애기를 대신 낳을 수는 없다.
산파는 임부를 수용하고 지지적이고 공감적이어야 하며 호기심과 경이에 찬 마음으로 임부를 자극하고 탐사적으로 반응해야 한다
둘째로 소크라테스식 대화법은 모든 사고에는 논리, 즉 구조가 있다는 아이디어에 기초하고 있다.
사고란 여러 요소들이 서로 연결되어 전체적인 체계를 이루고 있으며 논리는 '관계'를 의미하며 이것들이 부분들 간의 관계에 따라
사고의 전체는 하나의 체제를 이룬다. 따라서 어떤 하나의 '진술'이 있다면 그것은 그 밑바탕에서 일어나고 있는 전체적인 사고의 한 부분이며,
전체 중에서 작은 한 부분만을 나타내 보여주는 것이라고 이해해야 한다. 하지만 사고의 밑바탕에 있는 사고 체제가 불분명하거나,
피상적이거나, 편협하거나, 무 비판적이거나 또는 제대로 개발되어 있지 못할 수도 있다.
셋째로 소크라테스식 대화법은 수업이나 기타의 학습장면에서 손쉽게 적용될 수 있다.
왜냐하면 이들의 대부분은 질문하고 대답하는 변증법적인 대화의 과정으로 이루어지기 때문이다.
물론 일대일의 질문법과 다수인을 상대로 하는 수업에서의 질문법은 다소간 독특한 차이가 있을 수 있지만, 기본적인 속성은 마찬가지이다.
하지만 소크라테스식 대화법은 아무렇게나 생각나는 대로 떠돌아 다닌는 대화라 오해해서는 안된다.
따라서 이 대화법은 분명한 목적을 가지고 있으며, 또한 그러한 목적을 성취하기 위한 독특한 방법을 가지고 있으며 대화법에는 학생에게 물어보야야 할 최소한의 '일정한 질문' 이 있는데 그것은 바로 사고의 요소들이다.

## 한계
한 방향의 일방적인 대화로 그칠 가능성이 있다. 이 대화법으로 인하여 상대방이 마음을 닫아버린다면, 좋은 교육이라고 이야기할 수 없을 것이다. 따라서 이러한 대화법은 상대방이 그것을 받아들일 준비가 되어 있는가가 인지되어야 할 것이며, 상대방을 말 그대로 발가벗기는 것에 대한 수치를 어떻게 극복할 수 있을 것인가라는 고민이 필요하다.그렇지 않는다면, 이는 단순히 상처만을 남기는 대화로 기억될 수 있는 동시에 그 뒤로의 교감, 교차의 가능성마저 잃어버릴 수 있기도 할 것이다.또한 이러한 대화법은 너무나 많은 폭력성을 안고 있다. 결국에는 상대방의 무지를 드러내는 것인데, 그러한 과정으로 가는 물음의 과정 자체가 자신의 지식을 드높이는 행위이고 상대방으로 하여금 그 차이를 각인시키는 행위이기 때문에 지식의 고저차를 명확히 서로에게 인식시키는 행위로 남을 것입니다.

## 대화의 요령
- 말, 사고에서 의문 나거나 미심쩍은 영역을 확인하고 분명하게 한다.
- 표면의 뒤에 있는 밑바탕(기저에 놓여 있는 내용과 감정)을 탐사한다.
- 관련 되어 있는 기본적인 이슈를 제기한다.
- 학생 자신이 관여하고 있는 사고의 구조를 발견케 한다.
- 지적 수행의 준거에 따라 사고가 명료한지, 정확한지, 적절한지 또는 깊이가 있는지를 의식하고 거기에 민감해지도록 질문한다.
- 추리 과정을 통하여 판단에 이르게 한다.
- 주장, 결론, 증거, 이슈(문제, 과제), 가정, 결말, 함의, 개념, 해석, 견해 (시각) 등을 주목하게 한다.

대화법 가이드
아는 것에서부터 시작하며 분명한 의미가 무엇인지 묻고, 주장(결론)의 이유를 따져본다.
해석이나 추론 할때는 중간 과정의 내용을 찾아본다.(논리가 비약되지 않도록 한다)
추론(해석)이 부적절하거나 불충분하게 진행될 때는 반대되는 증거를 든다.
구체적인 사례로부터 일반적인 법칙을 만들어 보게 한다.
보기와 비보기를 들어보게 하며, 언제, 어떻게 적용될 수 있는지를 묻는다.
일반화(추상화)가 잘못 될 때는 극단적인 보기를 들어 제시한다.
사례들 간에 또는 일반적 법칙 간에 있을 수 있는 공통점이나 차이점을 찾아본다.
A이면 B는 어떻게 될까? 라는 식으로 예측을 요청한다.
A(원인)을 바꾸어 보고 B(결말)을 예측해 보게 한다.

## 소크라테스식 교수법
▲ 사회적 구성요소와 대인관계 이해와 토론훈련(사회발달과정에서 대화는 왜 필요한가? 로마광장의 토론 마당 소크라테스교육법)
▲ 학생들로 하여금 끊임없이 생각하도록 하는 강의법이라고 할 수 있다.
▲ 소크라테스의 교수법은 무지의 고백으로 시작된다.
```
소크라테스는 질문의 형태는 질문을 받은 상대방은 자신 있게 답을 하고,
```

소크라테스는 다시 질문하고, 상대방도 다시 답을 하는 방식의 대화가 계속된다.
그리고 대화의 마지막은 아무론 결론 없이 끝난다.
이런 과정을 거치는 소크라테스와 상대방 사이의 대화를 소크라테스의 상대방에 대한 교수라고 한다.
오늘날의 지식 중심의 교수방법을 비판할 때, 종종 비교의 대상으로 등장하는 것이 소크라테스 식 교수법이다.
지식의 일방적 주입보다는 교사와 아동사이의 대화를 통한 진리추구 때문에, 소크라테스 식의 교수법의 가치는 높이 평가되고 있다.
▲ 소크라테스식 교수법에서의 교수(교사)는 '질문하는 사람'이어야 한다.
▲ 웅변술을 이용한 강의법을 사용하는 수사학 교수법이 덕을 가르치는데 실패했다는 비판이 제시됨에 따라 그에 대한 대안으로 소크라테스식 교수법이 제시되었다.
소크라테스식 교수법에는 두 가지 교수법이 있는데,
첫 번째가 권유법으로 학습자로 하여금 자신이 이러한 규범을 꼭 성취해야만 하는 중요성에 관심을 갖도록 권고하는 방법이며,
두 번째는 대화법으로 교사가 학습자로 하여금 특정 개념이나 현상에 대해 현재 지각하고 있는 상태에 대해 불안을 느끼도록 고무시키는 것이다.
교사는 학습자의 경험 속에서 현재 배우려는 특정 개념에 적절히 관계되는 경험을 도출하여 학습자에게 끊임없이 이와 관련된 질문을 던지면서
수업을 진행해 나간다.
소크라테스는 학습자들에게 진선미를 파악시키는데 학습자 자신이 스스로 검토해보도록 하는 대화법의 형식을 선택하였는데,
특히 학습자에게 학문적인 탐구를 시키는데 있어 조건절이 담긴 질문법을 활용하였다.
소크라테스식 대화법은 변증법의 방식으로 학습자의 지적도야를 이루도록 하여
교사는 학습자에게 지식을 주입하기 보다는 학습자 스스로 사고 활동을 통하여 지식을 습득하게 한다.
▲ 소크라테스식 문답법을 통해 수업을 이끌어가는 모습을 가장 잘 보여 준 것으로는 하버드 로스쿨의 모습을 그려내었던 《하버드 대학의 공부벌레들》(The Paper Chase)을 들 수 있으며, 여기에서는 치열한 소크라테스식 문답법으로 수업을 이끌어가는 킹스필드 교수의 모습을 볼 수 있다.
(《하버드 대학의 공부벌레들》(The Paper Chase)은 존 제이 오스본 Jr.의 책을 원작으로하여 미국에서 TV드라마와 영화로 제작되었으며, 한국에서는 80년대 초 방영된 바 있다.)

## 소크라테스식 대화법에 대한 학자의 견해
그레고리 블라스토스(Gregory Vlastos)는 소크라테스식 방법을 인류의 가장 위대한 업적 중 하나라고 하였다. 그것은 모든 사람에게 철학적 탐구를 가능하게 해주기 때문이다. 그리고 그는 보통 사람의 상식과 일상 생활용어만으로 문답법의 실천이 충분하다고 보았다.

## 소크라테스식 대화법 구성에 관한 조언
소크라테스식 대화법을 사용할 때 치료자는 답변이 뻔한 질문을 하지 않도록 한다. 소크라테스식 질문법은 내담자를 안내하는 기회일 뿐 아니라 치료자가 호기심을 갖고 있다는 것을 보여주는 좋은 기회다. 치료자가 듣고 싶은 답을 듣기 위해 질문한다고 느끼게 한다. 치료자는 내담자의 생각을 보다 깊이 이해하려는 순수한 자세로 소크라테스식 질문법을 사용해야 한다. 또한 치료자는 아동의 생각이 무엇에 근거해 형성되었는지 이미 알고 있다고 가정하지 않도록 주의한다.

## 같이 보기
- 악마의 변호인
- 교육학